# Provincia de Guárico
La provincia de Guárico fue una de las antiguas provincias de Venezuela, cuando este país aún poseía un régimen centralista. La provincia fue creada el 11 de febrero de 1848 al ser separada de la de Caracas, con un territorio similar al que hoy abarca el actual estado Guárico.

## Historia
En la época colonial, Guárico formó parte de la enorme provincia de Venezuela (que posteriormente pasó a denominarse Caracas); esto duró hasta 1848, cuando Aragua y Guárico se escindieron de la provincia de Caracas. En 1856 por medio de la Ley de División Territorial conformó una de las 21 provincias de Venezuela hasta que en 1864 fue declarado estado independiente.

## División territorial
En 1848, la provincia de Guárico estaba dividida en los cantones de Calabozo, Chaguaramas, Orituco y Ortiz. En 1854, la provincia estaba constituida por los cantones Calabozo, Chaguaramas, El Sombrero, Orituco, Ortiz y Unare.